# Eulimnichus pellucidus
Eulimnichus pellucidus är en skalbaggsart som beskrevs av Wooldridge 1979. Eulimnichus pellucidus ingår i släktet Eulimnichus och familjen lerstrandbaggar. Inga underarter finns listade i Catalogue of Life.